# 케이론

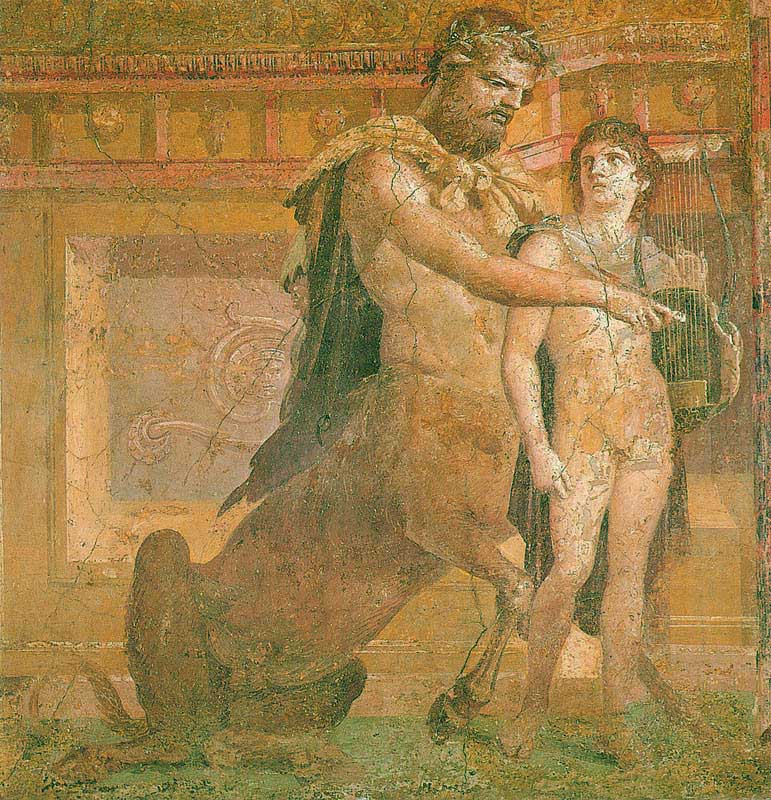
케이론과 아킬레우스. (이탈리아, 나폴리)

케이론 또는 키론(그리스어: Χείρων, 라틴어: Chiron)은 그리스 신화에 나오는 비스트맨, 반인반마(半人半馬)의 종족인 켄타우로스 중의 하나로 다른 켄타우로스와 달리 매우 현명하고 뛰어난 학자이자 박학다식한 현자였다. 그는 그리스 신화에 나오는 수많은 영웅들을 가르친 스승으로 주로 묘사된다.

## 가족관계
케이론의 어머니는 오케아니스 중의 하나인 필리라였는데, 크로노스가 아내 레아의 눈을 속이기 위해 그를 말의 형상으로 바꾸어 그에게 접근하여 케이론이 태어났다고 한다. 일설에는 크로노스가 필리라를 쫓아오자 필리라가 말로 변해 도망가다가 크로노스에게 강간당했다고도 한다. 다른 켄타우로스가 구름인 네펠레와 테살리아의 왕 익시온의 자식들인 데 비해 케이론은 크로노스의 아들로, 이처럼 출생부터가 다른 켄타우로스들과는 달랐다. 그 때문에 다른 켄타우로스들이 난폭하고 험상궂고 제멋대로에 싸움과 약탈만 일삼는 지독한 애주가인 야만족인 데 비해 케이론은 성격이 온화하고 박학다식하였다. 혹은 아폴론과 아르테미스에게 어린 시절에 교육받아 다른 켄타우로스들과는 다른 성격과 지혜를 갖추게 되었다는 이야기도 있다.
케이론은 펠리온 산에서 주로 생활했는데, 요정 카리클로와 결혼하여 세 명의 딸 히페, 엔데이스, 오키로에와 카리스토스라는 아들이 하나 있었다.

## 영웅들의 스승
케이론은 그 성품이 온화하고 정의를 존중하며 매우 공정한 성격이었다고 한다. 그는 죽은 사람도 부활시킬 정도로 의술에도 뛰어나고 훌륭한 예언가였으며 음악, 사냥 등에도 뛰어나 신들은 자신의 자식들이 태어나면 케이론에게 그 교육을 맡겼다. 이 때문에 그리스 신화에 나오는 여러 영웅들이 그의 제자가 되었다. 그의 제자들 중 유명한 영웅들은 다음과 같다.
아스클레피오스, 아리스타이오스, 아이아스 1세, 아이네이아스, 악타이온, 카이네우스, 아킬레우스, 이아손, 펠레우스, 텔라몬, 헤라클레스, 오일레우스 등이다. 일설에는 디오니소스도 그의 제자였다고 하며, 아테네의 왕 테세우스만이 유일하게 케이론의 교육을 받지 않았다.

## 케이론의 죽음
익시온의 피를 물려받은 다른 켄타우로스와는 달리 케이론은 크로노스 신의 피를 물려받았기 때문에 원래는 불사(不死)의 몸이었다. 그런데 그가 죽음에 이르게 된 데에는 다음과 같은 전설이 있다.
케이론의 제자 헤라클레스는 그의 12노역 중의 하나인 에뤼만토스의 멧돼지를 퇴치하는 길에 친구이자 역시 현명하고 온순한 켄타우로스인 폴로스를 만나러 왔다. 함께 저녁을 먹던 중 헤라클레스는 폴로스에게 뭔가 마실 것을 요구했다. 폴로스에게는 디오니소스가 보관시킨 신성한 포도주가 있었는데 그 포도주는 켄타우로스의 재산인 동시에 때가 되기 전에 열면 안 되는 것이었다. 폴로스는 계속 망설였지만 불같이 화가 난 헤라클레스가 손님 대접이 엉망이라며 계속 포도주를 내오라고 요구하자, 마지못해 그 신성한 포도주 항아리를 열어버렸다. 그런데 그 포도주의 향내가 동굴 밖으로 퍼져나가자 다른 켄타우로스들이 네소스를 필두로 폴로스의 동굴로 달려왔다. 그러나 순간 주향에 매혹된 켄타우로스들이 서로 술을 차지하려고 싸움을 벌였고 헤라클레스는 이 난폭한 켄타우로스들을 내쫓으면서 화살을 쏘았다. 그런데 하필이면 그 화살 중 하나가 스승인 케이론의 허벅다리에 맞고 말았다. 그 화살촉에는 무서운 맹독인 히드라의 피가 묻혀 있었다. 대부분의 켄타우로스들은 죽었지만, 케이론은 죽을 수 없었기 때문에 영원히 히드라의 독에 고통을 받아야 했다. 케이론은 제우스에게 제발 죽을 수 있도록 해달라고 간청했고 제우스는 그의 영생(永生)을 화염신 프로메테우스와 바꾸었고 케이론이 죽을 수 있게 해주었다고 한다.
제우스는 케이론의 죽음을 안타깝게 여겨서 그를 하늘의 별자리로 올려주었는데 그것이 바로 궁수자리라고 한다. 한편 케이론은 살아 있을 때 제우스의 명을 받아 밤하늘의 별자리를 재배치하기도 하였는데 그가 배치한 별자리가 워낙 훌륭하여 정작 그가 받은 별자리는 구석진 남쪽이 되었다고 한다.

## 같이 보기
- 신궁 (미사일) - 해외마케팅 명칭으로 '케이론'을 사용